# Prionoptera aexonia
Prionoptera aexonia là một loài bướm đêm trong họ Noctuidae.